# Juan Lebrón
Juan Lebrón Chincoa (* 30. Januar 1995 in El Puerto de Santa María) ist ein spanischer Padelspieler, der bereits mehrfach die Weltrangliste anführte.

## Sportliche Laufbahn
Zu Beginn seiner Sportkarriere wurde Lebrón mehrmals spanischer Juniorenmeister und nahm an der Junioren-Weltmeisterschaft teil. Mit Juan Martín Díaz gewann das Paar 2018 fünf Turniere: in Alicante, Jaén, Valladolid, Båstad und São Paulo. Lebrón war der erste spanische Spieler in der Geschichte, der 2019 zusammen mit Francisco Navarro die Nummer 1 der World Padel Tour wurde. Paquito und Lebrón sicherten sich am Ende der Saison die Nummer 1 der Weltrangliste. Ende desselben Jahres wechselte er jedoch den Partner und schloss sich Alejandro Galán an. Gemeinsam gelang es ihnen, von 2020 bis 2022 drei Jahre in Folge die Nummer 1 zu bleiben. Erst im Mai 2023 verloren sie gegen das Team Arturo Coello und Agustín Tapia. Nach vier gemeinsamen Jahren gaben Lebrón und Galán nach dem zweiten Turnier 2024 ihre Trennung bekannt. Im Jahr 2025 spielt er mit Franco Stupaczuk.
Lebróns Erfolg hat maßgeblich zur wachsenden Popularität von Padel beigetragen. Als einziger spanischer Spieler, der die Nummer 1 der Weltrangliste erreichte, wurde er weltweit zu einem Vorbild für aufstrebende Spieler. Lebrón wird zugeschrieben, innovative Strategien und ein höheres Niveau an Athletik in den Sport gebracht zu haben, was auch die Entwicklung von Padel in den kommenden Jahren beeinflussen wird.

## Siege

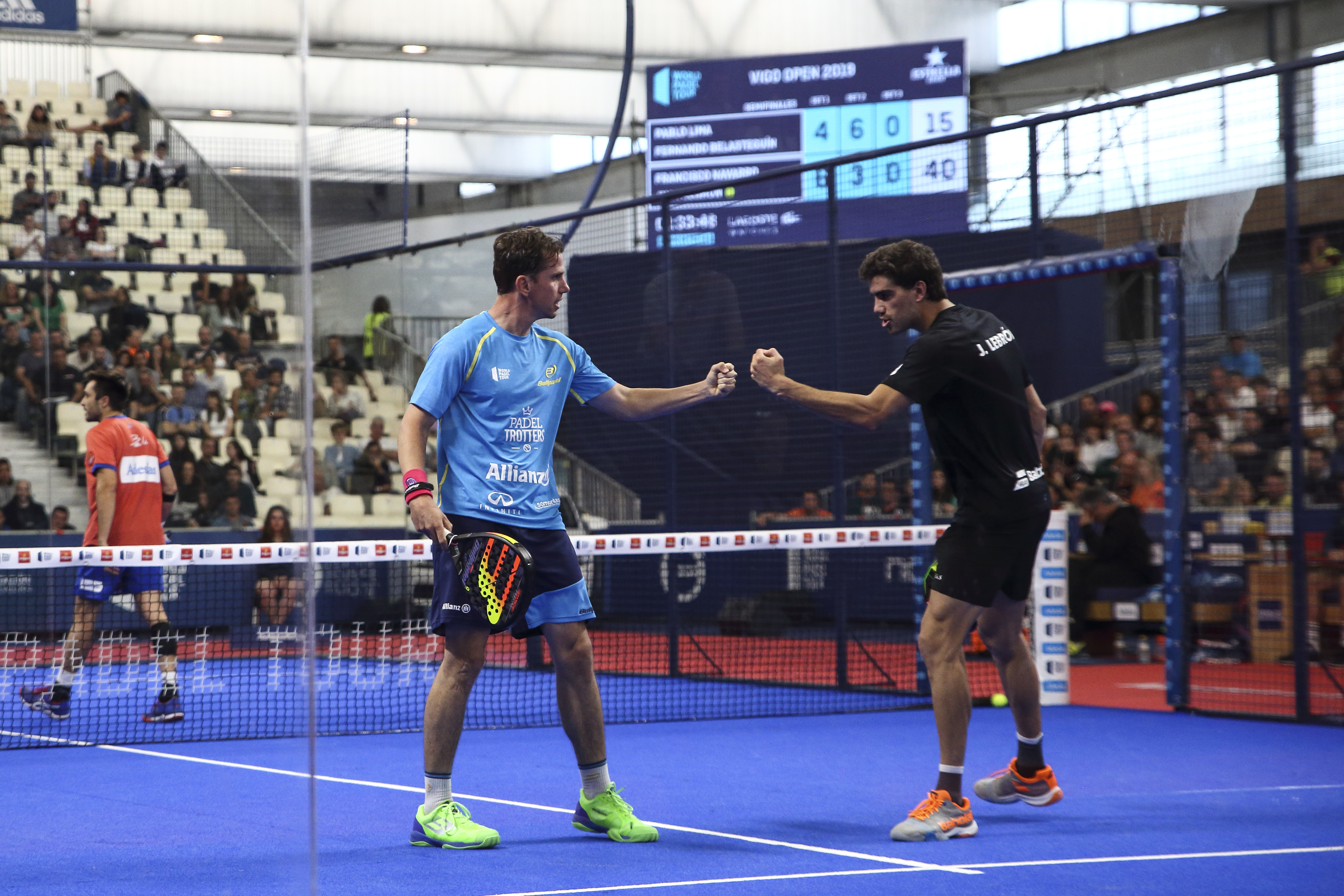
Paquito Navarro (links) mit Juan Lebrón bei den Open de Vigo 2019, World Padel Tour

### Weltmeister im Padel
| Nr. | Jahr | Gastgeber | Finalgegner | Ergebnis |
| --- | ---- | --------- | ----------- | -------- |
| 1.  | 2021 | Doha      | Argentinien | 2:0      |

### Siege im Premier Padel
| N.º | Jahr | Turnier       | Kategorie | Partner          | Gegner                            | Ergebnis      |
| --- | ---- | ------------- | --------- | ---------------- | --------------------------------- | ------------- |
| 1.  | 2022 | Rom           | Major     | Alejandro Galán  | Francisco Navarro Martín Di Nenno | 4:6, 7:5, 6:4 |
| 2.  | 2022 | Paris         | Major     | Alejandro Galán  | Juan Tello Federico Chingotto     | 6:3, 4:6, 6:4 |
| 3.  | 2022 | Madrid        | P1        | Alejandro Galán  | Francisco Navarro Martín Di Nenno | 5:7, 6:2, 6:3 |
| 4.  | 2022 | Mailand       | P1        | Alejandro Galán  | Victor Ruiz Lucas Bergamini       | 6:2, 6:2      |
| 5.  | 2023 | Mailand       | P1        | Alejandro Galán  | Franco Stupaczuk Martín Di Nenno  | 7:6, 6:7, 7:6 |
| 6.  | 2024 | Riad          | P1        | Alejandro Galán  | Agustín Tapia Arturo Coello       | 6:7, 6:4, 6:4 |
| 7.  | 2024 | Nokia (Stadt) | P2        | Martín Di Nenno  | Jorge Nieto Jon Sanz              | 7:5, 6:3      |
| 8.  | 2025 | Cancún        | P2        | Franco Stupaczuk | Tolito Aguirre Gonzalo Alfonso    | 6:2, 6:3      |